# Provinsmesterskabsturneringen 1928-29
Provinsmesterskabsturneringen 1928-29 var den 16. udgave af en fodboldturnering for herrer organiseret af DBU, hvor den bedste klub fra hver af de fem lokalunioner kæmpede om Provinsmesterskabet. Turneringen blev vundet af B 1901 for syvende gang. 

## 1. runde
| 2. juni 1929 |

| Viking IK | 1 - 3 | Skovshoved IF |
| --------- | ----- | ------------- |
|           |       |               |

| Rønne |

## 2. runde
| 9. juni 1929 |

| Skovshoved | 0 - 2 e.f.s. | B 1901                                             |
| ---------- | ------------ | -------------------------------------------------- |
|            | Ord.: 0-0    | Georg Aarslev Jensen ??' · Holger Brodthagen ??' · |

| Skovshoved Idrætspark, Skovshoved |

| 9. juni 1929 |

| OB       | 1 - 3 | AaB                                                        |
| -------- | ----- | ---------------------------------------------------------- |
| Land 15' |       | Kaj Mølback 20' · Ernst Nielsen 65' · Axel Willadsen 88' · |

| Odense Tilskuere: 2.000 |

## Finale
Der blev scoret 14 mål, hvilket er det højeste antal mål scoret i en finale i turneringens historie.
| 16. juni 1929 13.45 |

| B 1901                                                                                              | 8 - 6   | AaB                                                                       |
| --------------------------------------------------------------------------------------------------- | ------- | ------------------------------------------------------------------------- |
| Poul Erik Boesen 7', 9', 6-5' · Svend Aage Eriksen 15', 44', 89' · ?? 4-1' · Svend Aage Aarslev 80' | (5 - 3) | Søren Andersen 4' · Ernst Nielsen 4-2', 43', 47', 50' · Kaj Mølback 83' · |

| B 1909s bane, Odense Tilskuere: 1.700 Dommer: Nilsson, København |